# Лайджа
Лайджа (англ. Lyja) — героиня американских комиксов издательства Marvel Comics, созданная сценаристом Томом ДеФалко и художником Полом Райаном. Представительница инопланетной расы Скруллов, обладающих способностью измененять внешность. Наиболее известна как противник, а впоследствии союзник супергеройской команды Фантастическая четвёрка, в частности из-за отношений с Человеком-факелом. Ранее состояла с ним в браке, выдавая себя за Алисию Мастерс.

## История публикаций
Лайджа Лазерный кулак была создана сценаристом Томом ДеФалко и художником Полом Райаном и дебютировала в комиксе Fantastic Four #357 (Октябрь 1991). Выдавала себя за Алисию Мастерс, начиная с Fantastic Four #265 (Апрель 1984). Лайджа оставалась второстепенным персонажем серии вплоть до выхода кроссовера Heroes Reborn и бал одной из действующих лиц события Secret Invasion.

## Биография
Империя Скруллов — давние враги Фантастической четверки — разработали план по внедрению шпиона в супергеройскую команду, который должен был выдавать себя за Алисию Мастерс — слепую скульпторшу и возлюбленную Бена Гримма. Организатор плана, силовой Скрулл Пэйбок, предложил кандидатуру Лайджи в качестве отмщения, поскольку в прошлом у них был неудачный роман. В рамках подготовки к операции Лайджа прошла через тяжёлые тренировки по воссозданию образа Алисии вплоть до того, что использовала контактные линзы для воспроизведения её слепоты.
Вскоре после прибытия Лайджи на Землю практически всемогущее существо, известное как Потусторонний, похитило множество сверхсуществ, включая трёх членов Фантастической четвёрки, перенеся их в Мир Битв, где они приняли участие в «Тайных войнах» между силами добра и зла. Лайджа воспользовалась отсутствием супергероев и заняла место Алисии, после чего поприветствовала Фантастическую четвёрку, когда команда вернулась за Землю. План Скруллов едва не сорвался, так как Существо решил остаться в Мире Битв. По этой причине Лайджа переключила внимание на Джонни Шторма, Человека-факела. Когда Бен, в конечном итоге, вернулся домой и обнаружил, что Джонни и «Алисия» стали парой, он окончательно расстался со «своей девушкой». В то же время Лайджа искренне влюбилась в Джонни и вышла за него замуж.
Некоторое время спустя отчим Алисии, злодей, известный под прозвищем Кукловод, понял, что женщина, выдающая себя за его падчерицу, была самозванкой, и рассказал о своих подозрениях Существу, который вынудил Лайджу принять своё истинное обличие. Она призналась в том, кем была на самом деле, а также раскрыла судьбу настоящей Алисии, ставшей пленницей Скруллов. Лайджа помогла Фантастической четвёрке найти настоящую Алисию Мастерс в Империи Скруллов и едва не погибла при взрыве, устроенном Пэйбоком и предназначенном для Человека-факела.
Пэйбок спас Лайдже жизнь и с помощью Давоса Опустошителя имплантировал в её организм специальное устройство, благодаря которому девушка приобрела способность летать и генерировать энергетические снаряды, получив прозвище «Лазерный кулак». Все трое отправились на Землю, где напали на Человека-факела в окрестостях Университета Эмпайр-стейт. Загнанный в угол Человек-факел воспользовался «Сверхновой» и разрушил кампус. Наряду с Девосом и Пэйбоком Лайджа стала свидетелем битвы между членами Фантастической четвёрки и их двойниками из альтернативной реальности. Она по-прежнему испытывала чувства к Джонни и предала своих товарищей, встав на сторону Четвёрки.
После встречи с Наблюдателем Ароном Лайджа помогла Фантастической четвёрке победить Доктора Дума. Затем она и Фантастическая четвёрка противостояли Давосу, Пэйбоку, Кло и Хутаре. Также Лайджа выдавала себя за Бриджит О’Нил, приревновав Джонни, когда тот влюбился в эту девушку.
В дальнейшем Лайджа обнаружила, что забеременела ребёнком от Джонни, после чего отношения между бывшими влюблёнными начали налаживаться. Одновременно с рождением «ребёнка» («яйца») из её тела был удалён имплант, даровавший уникальные способности, в результате чего Лайджа вновь стала обычным Скруллом. Имплант поглотил простой человек по имени Рафаэль Суарес, который приобрёл силы «Лазерного кулака» и попытался обратиться к Фантастической четвёрке за помощью, но после беспокойных событий, последовавших за вылуплением «яйца», Рафаэль отказался от помощи команды и бесследно исчез.
Несмотря на то, что проблемы их отношений со временем начали сглаживаться, Лайджа не смогла раскрыть Джонни природу появившегося «яйца», которое, в конечно итоге, оказалось биооружием Скруллов и было уничтожено Лайджей после вылупления. Разозлившись из-за того, что Лайджа в очередной раз предала его доверие, Джонни вновь разорвал их отношения.
Лайджа не переставала любить Джонни и пыталась привлечь его внимание в обличии девушки по имени Лора Грин. Первоначально Джонни интересовала другая одногруппница, однако, понимая, что не сможет построить с ней отношения, молодой человек переключил внимание на Лору / Лайджу. Принимая во внимание прошлый опыт, Лайджа не хотела открыться Джонни, однако, во время глобальных событий связанных с Натиском, тяжело раненая Лайджа раскрыла Джонни правду, однако тот уже имел подозрения на её счёт. Примирению пару воспрепятствовало исчезновение Фантастической четвёрки, после чего Лайджа вновь начала маскироваться под человеческую женщину в попытках наладить свою жизнь. Когда стало известно, что Фантастическая четвёрка пережила столкновение с Натиском, Джонни упомянул, что не смог найти Лайджу.

### Секретное вторжение
Во время событий Secret Invasion Лайджа выдавала себя за Женщину-невидимку, чтобы отправить здание Бакстера в Негативную зону. Она раскрыла свою истинную личность бывшему супругу и напала на него, оскорблённая тем фактом, что тот забыл о ней. В ходе их битвы Джонни спас Лайджу от полицейской машины. Оказавшись в Негативной Зоне, Лайджа и Джонни достигли перемирия, после чего были застигнуты врасплох обитателем этого измерения. После победы над существом Лайджа потеряла сознание от полученных травм. Некоторое время спустя, когда «новая» Фантастическая четвёрка отправилась в тюрьму, Франклина и Валерию захватили несколько существ из Негативной Зоны, однако Лайджа спасла их. Она сообщила Джонни, что во время рабочего дня в книжном магазине к ней явился Скрулл, который потребовал присоединиться к запланированному их расой вторжению. Они пытались убедить её помочь им взорвать здание Бакстера, однако Лайджа вместо этого перенесла Фантастическую четвёрку в Негативную Зону, в надежде предотвратить гибель членов команды. В то время как Бен, Джонни, Франклин, Валерия и Тинкерер были готовы покинуть Негативную Зону, она отказалась, так как хотела разобраться в себе.

### Фонд Будущего
Лайджа помогла Фонду Будущего найти разбросанные атомные остатки Молекулярного человека. Приняв личность Йонду Удонты, чтобы избежать преследований из-за принадлежности к расе Скруллов, она помогла члену Фонда Джули Пауэр проникнуть в галактическую тюрьму, где находился один из остатков. Позже она убила Кл’Рэта, союзника Творца, за то, что тот убил невинных детей Скруллов, а затем выдавала себя за него и помогала сорвать планы Творца. По приглашению Алекса Пауэра она присоединилась к Фонду Будущего.

## Силы и способности
Как Скрулл Лайджа обладает способностью изменять размер, форму и цвет своего тела, перенимая внешние атрибуты, но не способности других существ.
В результате генетических изменений её организма в течение короткого периода времени Лайджа была в состоянии проецировать лазерные лучи, так называемые «биовзрывы». Эти силы были утрачены после отторжения энергетического импланта.
Будучи солдатом Империи Скруллов она обучилась боевым искусствам и актёрскому мастерству. Также Лайджа обладает большими познаниями по части культуры, истории и языков Земли. Ко всему прочему, Лайджа - талантливый создатель абстрактных скульптур.
В сюжетной линии Secret Invasion она восстановила свои энергетические способности, вкупе с невидимыми силовыми полями. Её тело обладает устойчивостью к высоким температурам, в частности к пламени Человека-факела.

## Альтернативные версии

### Marvel Zombies
Во вселенной Marvel Zombies Лайджа появляется на планете, осаждённой группой Зомби Галакти, состоящей из зомби-версий Великана, Человека-паука, Железного человека, Люка Кейджа, Росомахи и Халка. Эта версия героини обладает способностями Невидимой леди благодаря экспериментов учёных её расы по воссозданию Супер-Скрулла. Оказавшись не в состоянии создать полноценного Супер-Скрулла, учёные распределили силы Фантастической четвёрки между четырьмя различными Скруллам. Человек-факел из классической вселенной принимает её за свою знакомую Лайджу, из-за чего девушка смущается. Вскоре Лайджа становится одной из инфицированных зомби-вирусом. Во время последовавшего противостояния с новой Фантастической четвёркой, Чёрная пантера обезглавливает её, а затем уничтожает голову прежде чем та успевает укусить Джонни.

### MC2
Во вселенной MC2 Лайджа Шторм, которая вновь стала женой Джонни, является членом Фантастической пятёрки, известная как Мисс Фантастик. У пары есть сын, Торус Шторм, который унаследовал как способность Лайджи изменять внешность, так и способности Человека-факела.

### Power Pack
В мини-серии Skrulls vs. Power Pack Лайджа изображена как юная представительница расы Скруллов, которая выдаёт себя за Кэти Пауэр.

## Вне комиксов

### Телевидение
Кэтрин Моффат озвучила Лайджу в эпизоде «Свет далёкой звезды» мультсериала «Фантастическая четвёрка» (1994). Здесь она является командиром армии Скруллов.

### Товары
В 2008 году Hasbro выпустила фигурку Лайджи в рамках линейки Marvel Legends.